# Huis Grimaldi

Wapen van Monaco

Het huis Grimaldi is het vorstenhuis dat Monaco regeert. De geschiedenis van het vorstenhuis gaat terug tot 8 januari 1297, toen François Grimaldi – oorspronkelijk afkomstig uit de buurt van Genua – de macht greep op het fort van Monaco. Het 700-jarig bestaan van het huis Grimaldi is in het herdenkingsjaar, 1997 groots gevierd op de rots van Monaco.  
In 1304 streed Reinier I van Monaco met de koning van Frankrijk voor de verdediging van Zierikzee tegen de Vlamingen die twee jaar eerder de koning hadden verslagen in de Guldensporenslag.
In 1731 overleed Anton I, die zes dochters had. De naam Grimaldi werd echter gebruikt bij de kinderen van zijn dochter Louise; zij was slechts ruim 10 maanden vorstin van Monaco en gehuwd met Jacobus Frans Leonore de Goyon Matignon. Jacobus nam die taak voor ruim twee jaar over om die vervolgens op hun zoon Honorius III van Monaco over te dragen.
De huidige heerser van Monaco is prins Albert II van Monaco, zoon van Reinier III van Monaco en de Amerikaanse actrice Grace Kelly (prinses Gracia van Monaco). Prins Reinier III van Monaco werd geboren als zoon van prinses Charlotte van Monaco en Pierre de Polignac. Omdat zijn moeder haar recht op de troon in 1944 aan hem had afgestaan, volgde Reinier op 9 mei 1949 zijn grootvader Lodewijk II op als vorst van Monaco. Bij gebrek aan een mannelijke opvolger liep de dynastie dus verder via de vrouwelijke lijn. Reinier mocht zich sinds 1949 Grimaldi noemen.

## Trivia
Voor het Prinselijk paleis van Monaco staat een beeld van Kees Verkade, "Malizia" genaamd. Het is het beeld van een monnik met onder zijn pij een zwaard. Verkade kreeg de opdracht voor dit beeld in verband met het feit dat Monaco in 1997 700 jaar werd geregeerd door de familie Grimaldi.